# Mirzl Hofer

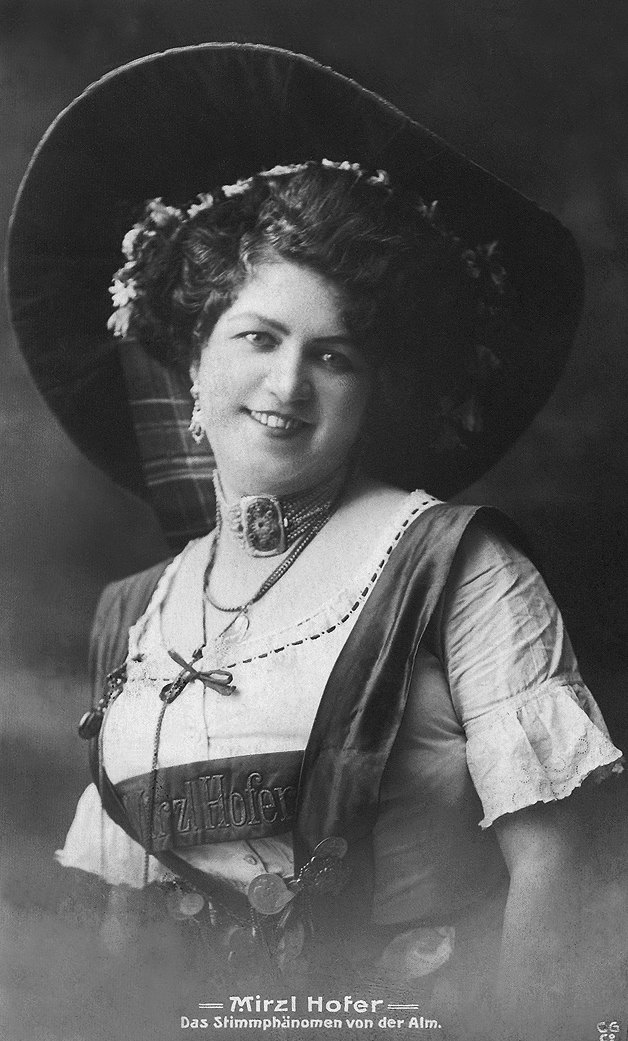
Mirzl Hofer (um 1910)

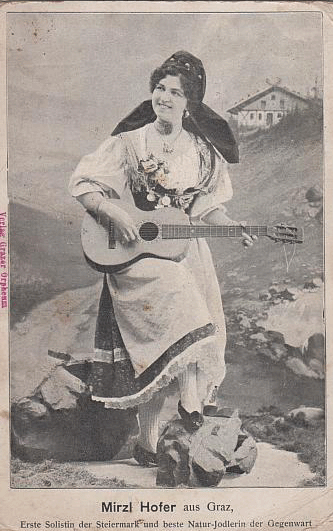
Mit Gitarre (um 1910)

Mirzl Hofer (* 26. Mai 1877 in Graz als Maria Vidowitsch, nach Eheschließung Maria Becker; † 7. Dezember 1955 ebenda) war eine österreichische Sängerin und Jodlerin. Sie war über die Landesgrenzen hinaus berühmt und gilt als einer der ersten weiblichen „Popstars“ des Landes. 1908 war sie Hauptdarstellerin in einem Tonbild, das als Vorläufer moderner Musikvideos gelten kann.

## Leben und Karriere
Über Leben und Karriereverlauf von Mirzl Hofer ist heute nur noch wenig bekannt. Ihre Eltern waren der „Gefangenaufseher“ Blasius Vidowitsch und die Anfang 1926 im Alter von 82 Jahren in Graz verstorbene Maria, geborene Junger. Zeitgenössische Ansichtskarten zeigen die gebürtige Grazerin im Trachtengewand in Ausübung ihrer Profession und titulieren sie als „preisgekrönte Jodlerin aus Graz“, „erste Solistin der Steiermark“, „Beste Natur-Jodlerin der Gegenwart“ oder „Stimmphänomen von der Alm“. Ebenso in den Zeitungen der damaligen Zeit wird sie mitunter als die „beste Jodlerin der Neuzeit“ bezeichnet. Sie heiratete am 8. April 1907 in Graz-Karlau den aus Dortmund stammenden Kaufmann Karl Wilhelm Becker, am 8. April 1932 feierte das Paar ebenda seine Silberne Hochzeit. Beistand der Braut war, wie auch 25 Jahre zuvor, Josef Pirsch, der Altbürgermeister der damals noch eigenständigen Gemeinde Waltendorf.
In ihrer Heimatstadt trat Hofer vor allem im Orpheum auf. Ab der Jahrhundertwende tourte sie von Wien aus durch ganz Österreich und gastierte auch in weiter entfernten Varietés, etwa 1903 in Teplitz-Schönau oder 1910 in Rotterdam. Mirzl Hofer interpretierte hauptsächlich Volks- und Jodellieder und nahm zahlreiche Tonträger bei verschiedenen Tonträgerunternehmen auf. Ihre frühesten Aufnahmen wurden auf Edison-Walze (um 1903) und Pathé-Walze (um 1906) gepresst, später produzierte sie vor allem Schellackplatten. Dank dieser jungen Aufnahmetechniken fand ihr Werk internationale Verbreitung. Auf einigen frühen Platten wird Hofer als „Tiroler Jodlerin“ bezeichnet, was möglicherweise als Hinweis auf einen ihrer Wirkungsorte dienen kann.
Ein handgeschriebener Brief vom 30. September 1901 erinnert an einen Auftritt in Bremen:

„Im Fruajahr und im Sommer / singan d’Vögerln im Wald,

Und i, sing’s ganzi Johr, / Weil’s mir so g’fallt. (…)

Zur freundlichen Erinnerung meinem lieben Kolegen an das gemeinsame Engagement in Bremen“

## Rezeption
Obwohl Mirzl Hofer während ihrer Karriere als einer der populärsten Musikexporte Österreichs galt, geriet ihre Musik im Laufe des 20. Jahrhunderts ein wenig in Vergessenheit. Mehr als 60 Jahre nach dem Tod der Künstlerin entdeckte das Filmarchiv Austria in seiner Sammlung ein Tonbild aus dem Jahr 1908, das die Sängerin bei ihrer Interpretation des Steinklopfer-Marsches zeigt. In dem etwa dreiminütigen Film steht Mirzl Hofer singend vor einer kulissenhaften Berglandschaft und wird von zwei Tanzpaaren umringt – eine Choreografie, die laut ORF modernen Musikvideos ähneln soll. Der Fund dokumentiert die früheste bekannte Darbietung einer österreichischen Künstlerin auf Film und wurde dementsprechend als Sensation gewertet. Das Filmarchiv bezeichnete die Grazerin in der Folge als „ersten weiblichen Popstar Österreichs“.
2019 wurde der originale 35-mm-Film restauriert und digitalisiert und via YouTube erstmals veröffentlicht. Die Filmquelle musste mit einer Schallplatte aus Privatbesitz kombiniert werden, wobei die größte Schwierigkeit darin bestand, die Bildfrequenz mit der Tonspur zu synchronisieren. Das Museum für Geschichte am Universalmuseum Joanneum widmete Mirzl Hofer im selben Jahr einen Platz in der Ausstellung „POP 1900–2000. Populäre Musik in der Steiermark“.

## Diskografie
Singles (Auswahl)

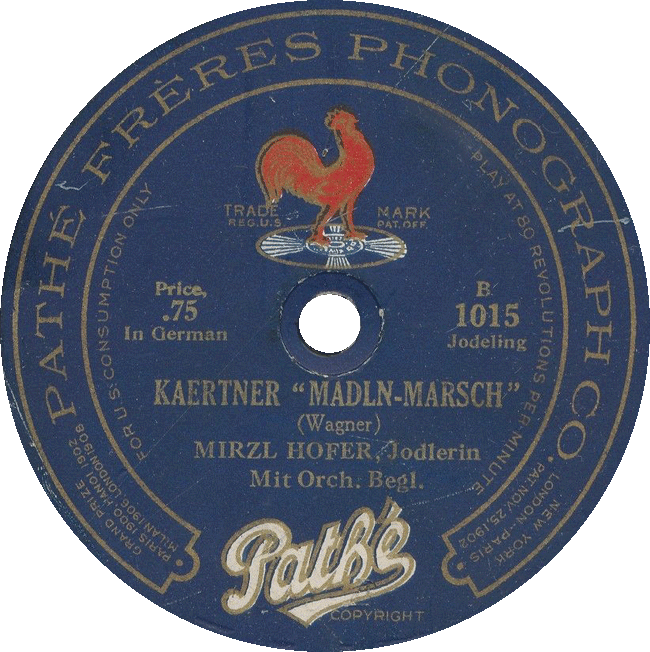
Kaerntner „Madln-Marsch“ (1911)

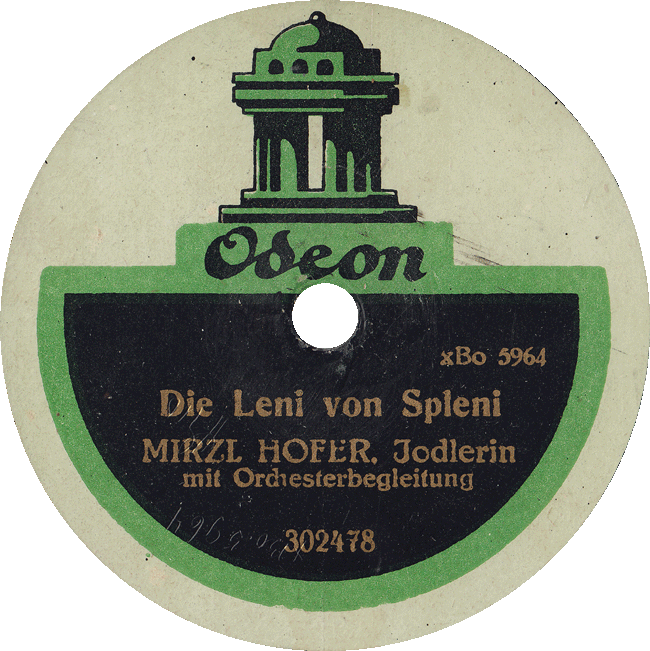
Die Leni von Spleni (1914)

- 1905: A Bleaml und a Herz/Mei Glück is a Hütterl
- 1905: Das Lied vom Lieserl/Edelweiss
- 1905: Der Burglei ihr Jodler/Die Gamslan
- 1905: Der Holzhackerbuben-Marsch
- 1905: I bin ein und ausganga
- 1905: Waldviertlerisch/Bin aus- und einganga
- 1905: Hat er g’sagt/Die Weiber
- 1905: Verschiedene National-Jodler/Die Linzerin
- 1907: D’Gamsln/Die Almerin vom Sonnwendstein
- 1907: Edelweiss/Das arme Dirndl
- 1908: Die Sternloan/Das arme Diandl
- 1908: Die Gamslan schwarz und grau/Der verliebte Bua
- 1908: Schnaderhüpferln
- 1908: Steinklopfer-Marsch
- 1909: Tiroler Holzhacker-Buam/Steinklopfer-Marsch
- 1909: Von meinen Bergen muß ich scheiden
- 1910: Der verliebte Bua/Das arme Diand’l
- 1910: Hahnbalzlied (Wenn der Auerhahn balzt) (mit Max Jauner)
- 1911: Hat er g’sagt/Mei Bua
- 1911: Mein Leibjodler/Pfiat di Gott, hat er g’sagt
- 1911: Wildschützen Marsch/Kaerntner „Madln-Marsch“
- 1912: Die lustige Sennerin/Die Gamsloan schwarz und braun
- 1914: Die Leni von Spleni/Hat er g’sagt
- 1921: Mein Leibjodler/Es wird ein Wein sein